# Garafiri Dam
Garafiri Dam är ett vattenkraftverk i Guinea.   Det ligger i prefekturen Kindia och regionen Kindia Region, i den västra delen av landet, 160 km nordost om huvudstaden Conakry. Garafiri Dam ligger 348 meter över havet.
Terrängen runt Garafiri Dam är platt åt sydväst, men åt nordost är den kuperad. Terrängen runt Garafiri Dam sluttar västerut. Runt Garafiri Dam är det ganska glesbefolkat, med 43 invånare per kvadratkilometer. I omgivningarna runt Garafiri Dam växer huvudsakligen savannskog.